# Kuna (Idaho)
Pour les articles homonymes, voir Kuna.
La ville de Kuna est située dans le comté d'Ada, dans l’Idaho, aux États-Unis. Lors du recensement de 2010, sa population s’élevait à 15 210 habitants.

## Démographie
| 1920 | 1930 | 1940 | 1950 | 1960 | 1970 |
| ---- | ---- | ---- | ---- | ---- | ---- |
| 366  | 398  | 443  | 534  | 516  | 593  |

| 1980  | 1990  | 2000  | 2010   | - | - |
| ----- | ----- | ----- | ------ | - | - |
| 1 767 | 1 955 | 5 382 | 15 210 | - | - |

## Source
- (en) Cet article est partiellement ou en totalité issu de l’article de Wikipédia en anglais intitulé « Kuna, Idaho » (voir la liste des auteurs).